# 切列莫什涅 (季夫里夫區)
48°57′16″N 28°25′3″E / 48.95444°N 28.41750°E
切列莫什涅（烏克蘭語：Черемошне）是位於烏克蘭西南部文尼察州裏文尼察區的村莊，面積24.63平方公里，海拔高度309米，2001年人口615，人口密度每平方公里24.97人。